# Lucigadus
A Lucigadus a sugarasúszójú halak (Actinopterygii) osztályának a tőkehalalakúak (Gadiformes) rendjébe, ezen belül a hosszúfarkú halak (Macrouridae) családjába tartozó nem.

## Rendszerezés
A nembe az alábbi 7 faj tartozik:
- Lucigadus acrolophus Iwamoto & Merrett, 1997
- Lucigadus lucifer (Smith & Radcliffe, 1912) - típusfaj
- Lucigadus microlepis (Günther, 1878)
- Lucigadus nigromaculatus (McCulloch, 1907)
- Lucigadus nigromarginatus (Smith & Radcliffe, 1912)
- Lucigadus ori (Smith, 1968)
- Lucigadus potronus (Pequeño, 1971)